# Água de Gato
Água de Gato est une localité du centre de l'île de Santiago au Cap-Vert.

## Description
Água de Gato est située à environ 400 m d'altitude, à 2 km au nord-ouest de São Domingos et à 2 km à l'est de Rui Vaz.

## Subdivisions
La localité comprend les lieux et quartiers de:
- Achadinha
- Chãozinho
- Curral
- Laranjeira
- Lém Freire
- Lém Mendonça
- Lém Pereira
- Mitra
- Monte
- Rema Rema
- Travissa Baixo

## Population
Au recensement de 2010, la ville comptait 957 habitants.